# Seen Yar
Seen Yar (Ook: Sayn, Saynyar, Seyn Yar) is een dorp in het noorden van het district Alula, regio Bari, Somalië.
 Seen Yar ligt in het deel van Somalië dat behoort tot de semi-autonome 'staat' Puntland.
Seen Yar ligt bij een gelijknamige bron in een kleine beboste vallei aan de noordoostelijke voet van de Daralehe-bergrug (890 m), in de uiterste noordoosthoek van Somalië, slechts enkele kilometers landinwaarts van de uiterste punt van de Hoorn van Afrika (Kaap Gardafui), waar de wateren van de Indische Oceaan en de Golf van Aden elkaar ontmoeten. Het dorp behoort tot de belangrijkste dadelpalm-oasen van Puntland. Er is een lagere school.

Seen Yar ligt ca. 7 km van de kust bij Tooxin. Andere dorpen in de buurt zijn Seen Weyn, Olog en Ceel-Laas. Het dichtstbijzijnde stadje is Bargal, ca. 55 km ten zuiden van Tooxin langs de kust.
Klimaat: Seen Yar heeft een woestijnklimaat; er valt vrijwel geen neerslag, slechts ca. 39 mm per jaar met een klein 'piekje' in november van 19 mm, de helft van de jaarlijkse hoeveelheid. De gemiddelde jaartemperatuur bedraagt 26,3 °C. De warmste maand is juni, gemiddeld 28,8 °C; de koelste maand is februari, gemiddeld 24,3 °C.